# Iberis
Iberis là chi thực vật có hoa trong họ Cải.